# 343743 Kjurkchieva
343743 Kjurkchieva este un asteroid din centura principală de asteroizi.

## Descriere
343743 Kjurkchieva este un asteroid din centura principală de asteroizi. A fost descoperit pe 5 septembrie 2008 la Kitt Peak National Observatory în cadrul proiectului Spacewatch. Asteroidul prezintă o orbită caracterizată de o semiaxă mare de 2,69 ua, o excentricitate de 0,15 și o înclinație de 7,1° în raport cu ecliptica.